# فرار بزرگ (مجموعه تلویزیونی)
فرار بزرگ یک مجموعه تلویزیونی محصول سال ۱۳۸۳ به کارگردانی محمدحسین لطیفی، نویسندگی سیامک صفری و تهیه‌کنندگی سیدکمال طباطبایی است که در پاییز و زمستان ۱۳۸۴ از شبکه یک، و در بهمن ماه ۱۳۹۱ از شبکه تماشا بازپخش شد. این سریال به هجو وقایع سیاسی عصر پهلوی می‌پردازد.

## خلاصه داستان
فرار بزرگ روایتی طنزآمیز از سال‌های پایانی حکومت محمدرضا پهلوی است. روایتگر شکنجه و سرکوب معترضین توسط ساواک، و وقایعی که به مرور باعث مهاجرت شاه و اطرافیانش به مصر شدند.

## بازیگران
- سعید امیرسلیمانی
- انوشیروان ارجمند
- اصغر بیچاره
- برزو ارجمند
- هایده حائری
- پرستو گلستانی
- پوریا پورسرخ
- سید جواد رضویان
- رابعه اسکویی
- رضا سعیدی
- سروش خلیلی
- سیامک اطلسی
- سیامک صفری
- شهرام قائدی
- شهره لرستانی
- امرالله صابری
- نصرت میرعظیمی
- کامران فیوضات
- محسن قاضی‌مرادی
- محمود بهرامی
- مرتضی ضرابی
- میرمحمد تجدد
- مهدی ماهانی